# Памятник российским военным инструкторам в ЦАР
Памятник российским военным инструкторам в ЦАР (оригинальное название на языке санго: Ti Bata Siriri na Bê Afrika — Сохраним мир в Центральноафриканской Республике; вариант — Защитникам ЦАР) — монументальный памятный знак, установленный 29 ноября 2021 года в городе Банги — столице Центральноафриканской Республики.
В заявлении президента ЦАР Фостен-Аршанжа Туадера отмечено: «Памятник под названием „Ti Bata Siriri na Bê Afrika“ символизирует братство между российскими солдатами и их братьями по оружию — Вооруженными силами Центральноафриканской Республики, которым удалось за короткое время ценой своей жизни освободить города и более 90 % территории Центральноафриканской Республики, которая была оккупирована вооруженными группами в течение трех десятилетий».

## Скульптурная композиция
Две центральных фигуры скульптурной композиции — это российские военные — один всматривается вдаль в бинокль, второй целится из автомата Калашникова. Чуть позади них по бокам — мужчина с СВД и женщина с автоматом Калашникова, символизирующие военнослужащих Вооружённых сил Центральноафриканской Республики, принимавших участие в отражении атак боевиков сети группировок «Коалиция патриотов за перемены». Скульптурная композиция, созданная в честь победы над террористическими группировками в ЦАР в 2021 году, изображает российских и центральноафриканских военнослужащих, которые спинами прикрывают женщину и двух маленьких детей.

## История памятника

### Предыстория к созданию
В марте 2018 года Россия согласилась оказать Центральноафриканской Республике безвозмездную военную помощь, направив стрелковое оружие, боеприпасы и 175 инструкторов для обучения Вооружённых сил ЦАР. Считается, что направленные военные специалисты являлись членами ЧВК Вагнера. По состоянию на январь 2019 года ЦАР рассматривала возможность размещения базы Вооружённых сил России.
В период с 2018 по 2020 год Россия поставила несколько партий оружия для оснащения Вооруженных сил Центральноафриканской Республики, для чего Россия добилась от Совета Безопасности ООН частичного снятия эмбарго на поставки оружия в Центральноафриканскую Республику с 2013 года.
С конца 2020 года россияне обучали центральноафриканских военнослужащих военному делу для борьбы с боевиками из сети группировок «Коалиция патриотов за перемены» (CPC). Правительственным силам тогда удалось переломить ход войны, разгромив противника.
Российские инструкторы (предположительно, из ЧВК Вагнера) несколько лет работали в ЦАР, помогая правительству ЦАР готовить специалистов в войсках, которые в декабре 2020 года остановили попытку террористов устроить государственный переворот в стране. Затем военные ЦАР перешли в контрнаступление и разгромили боевиков на территории всей республики. К осени 2021 года Вооружённым силам Центральноафриканской Республики удалось освободить от боевиков большую часть территории страны. Активное участие российских специалистов в боях с подразделениями «Коалиции патриотов за перемены» позволило правительственным силам продвинуться на 400 км от столицы ЦАР Банги и выйти к границам с Камеруном.

### Открытие памятника
С идеей установить памятник российским военным в ЦАР выступил в январе 2021 года российский предприниматель Евгений Пригожин, который заявил, что он готов профинансировать установку монумента. С этой инициативой он обратился к министру культуры ЦАР Дьедоне Ндомате: «Монумент станет символом многолетней борьбы народа Центральноафриканской Республики с бандформированиями».
Открытие памятника российским инструкторам и солдатам Вооружённых сил ЦАР состоялось 29 ноября 2021 года. Правительство ЦАР таким образом выразило уважение и благодарность россиянам, которые помогали республике в борьбе с терроризмом. Власти ЦАР ранее сообщали о планах отблагодарить военных специалистов из России и отдать дань сотрудничеству между странами таким способом.
На открытии памятника присутствовали официальные лица, представляющие правительство ЦАР. Торжественное открытие памятника состоялось при участии посла России в ЦАР В. Е. Титоренко и президента республики Фостена-Арканжа Туадера. Официальная церемония состоялась в Банги на проспекте Туадера рядом с Университетом Банги в присутствии различных деятелей Центральноафриканской республики и других стран. Также мероприятие посетили премьер-министр Анри-Мари Дондра, председатель Муниципальной делегации города Банги, члены кабинета Министерства обороны ЦАР.
Согласно заявлению президента Центральноафриканской Республики, обнародованному 30 ноября 2022 года, памятник был установлен «в память о центральноафриканских и российских солдатах, погибших за освобождение ЦАР». В заявлении центральноафриканского президента отмечено: «Памятник под названием „Ti Bata Siriri Na Be Africa“ („Сохраним мир в Центральноафриканской Республике“) символизирует братство между российскими солдатами и их братьями по оружию — Вооруженными силами Центральноафриканской Республики, которым удалось за короткое время ценой своей жизни освободить города и более 90 % территории Центральноафриканской Республики, которая была оккупирована вооруженными группами в течение трех десятилетий».

### Значение и отзывы
Заведующий кафедрой политологии и социологии Российского экономического университета им. Г. В. Плеханова Андрей Кошкин отметил: «Центральноафриканцы с глубоким уважением относятся к работе наших инструкторов, они смогли удержать ситуацию в период перевыборной кампании, стабилизировали весьма взрывную ситуацию, когда три мощнейшие террористические группировки были нацелены на дестабилизацию в стране. И этому, конечно, способствовали наши инструкторы, которые проводили свою работу высоко качественно. И как результат — вот такое отношение государства к нашей стране и к нашим специалистам, которые исполняют по достоинству свой долг в Центральноафриканской Республике».
Памятник, посвященный защитникам Центральноафриканской Республики, стал популярным местом для жителей Банги, а также туристов. 23 февраля 2022 года ЦАР провела перед памятником торжественные мероприятия, приуроченные ко Дню защитников Центральноафриканской Республики. 31 марта 2022 посол России в Центральноафриканской Республике Александр Бикантов возложил цветы к памятнику «Защитникам ЦАР».

## Прототипы фигур
Образы фигур скульптурной композиции повторяют образы героев российско-центральноафриканского художественного фильма «Турист», снятого в 2021 году. Героиня африканской актрисы Флавии-Гертруды Мбайабе, исполнившей роль Катрин, стала прототипом фигуры памятника — женщины военнослужащей Вооруженных сил ЦАР. Рядом с ней фигура российского военного, прототипом которого послужил герой актёра Владимира Петрова — Гриша Дмитриев (позывной «Турист»). Прототипом другого российского военного является персонаж фильма Алексей (позывной «Макет»), роль которого исполнил актёр — Заслуженный артист Российской Федерации Алексей Шевченков.
Прототипами фигур центральноафриканской женщины и мальчика также являются герои фильма, которых в фильме «Турист» спасают российские военные; их роли исполнили актриса Кристель Гуанджика и юный актёр Эли Сэдэрэ.